# Liga Española de Baloncesto 1969-1970
La Liga Española de Baloncesto 1969-1970 è stata la 14ª edizione del massimo campionato spagnolo di pallacanestro maschile. La vittoria finale è stata ad appannaggio del Real Madrid.

## Risultati

### Stagione regolare
|     | Squadra                | G  | V  | N | P  | PF    | PS    | P.ti | Qualificazione                    |
| --- | ---------------------- | -- | -- | - | -- | ----- | ----- | ---- | --------------------------------- |
| 1.  | Real Madrid            | 22 | 19 | 0 | 3  | 2.082 | 1.601 | 38   |                                   |
| 2.  | Picadero JC            | 22 | 18 | 1 | 3  | 1.778 | 1.532 | 37   |                                   |
| 3.  | Juventud Badalona      | 22 | 17 | 1 | 4  | 1.887 | 1.545 | 35   |                                   |
| 4.  | Kas                    | 22 | 14 | 0 | 8  | 1.660 | 1.548 | 22   |                                   |
| 5.  | Estudiantes            | 22 | 11 | 1 | 10 | 1.727 | 1.597 | 23   |                                   |
| 6.  | Barcellona             | 22 | 11 | 0 | 11 | 1.664 | 1.550 | 22   |                                   |
| 7.  | Sant Josep Badalona    | 22 | 10 | 0 | 12 | 1.729 | 1.765 | 20   |                                   |
| 8.  | CD Mataró              | 22 | 9  | 0 | 13 | 1.686 | 1.743 | 18   |                                   |
| 9.  | Águilas de Bilbao      | 22 | 8  | 0 | 14 | 1.459 | 1.692 | 16   | spareggi retrocessione/promozione |
| 10. | RC Náutico de Tenerife | 22 | 6  | 0 | 16 | 1.244 | 1.701 | 12   | spareggi retrocessione/promozione |
| 11. | Atl. San Sebastián     | 22 | 4  | 0 | 18 | 1.395 | 1.671 | 8    | retrocesse in Segunda División    |
| 12. | Español                | 22 | 3  | 1 | 18 | 1.495 | 1.861 | 7    | retrocesse in Segunda División    |

| Liga Española de Baloncesto 1969-1970 |
| ------------------------------------- |
| Real Madrid 12º titolo                |

### Spareggi retrocessione/promozione
| Squadra 1         | Totale  | Squadra 2              | Andata | Ritorno |
| ----------------- | ------- | ---------------------- | ------ | ------- |
| Águilas de Bilbao | 143–139 | Club Fiber Urcelay     | 75–74  | 68–65   |
| UDR Pineda        | 141-119 | RC Náutico de Tenerife | 88–83  | 62–81   |

## Formazione vincitrice
| N° | Naz.                   | Ruolo | Sportivo             |  | Alt. |  |
| -- | ---------------------- | ----- | -------------------- |  | ---- |  |
| 4  | Spagna (bandiera)      | AP    | Wayne Brabender      |  | 193  |  |
| 5  | Spagna (bandiera)      | P     | Vicente Ramos        |  | 180  |  |
| 6  | Spagna (bandiera)      | C     | Cristóbal Rodríguez  |  | 202  |  |
| 7  | Spagna (bandiera)      | P     | Carmelo Cabrera      |  | 183  |  |
| 8  | Spagna (bandiera)      | AP    | Vicente Paniagua     |  | 194  |  |
| 9  | Spagna (bandiera)      | A     | Toncho Nava          |  | 190  |  |
| 10 | Spagna (bandiera)      | AP    | Emiliano Rodríguez   |  | 191  |  |
| 11 | Spagna (bandiera)      | P     | José Ramón Ramos     |  |      |  |
| 12 | Spagna (bandiera)      | C     | Rafael Rullán        |  | 207  |  |
| 13 | Spagna (bandiera)      | C     | Clifford Luyk        |  | 202  |  |
| 14 | Stati Uniti (bandiera) | C     | Doug Brittelle       |  |      |  |
| 15 | Spagna (bandiera)      | A     | César Perera Briones |  |      |  |
|    | Spagna (bandiera)      | All.  | Pedro Ferrándiz      |  |      |  |